# Alfa Interregio
Az Alfa Interregio egy magyar gyártmányú, nagy távolságokra épített autóbusz amelyeket Volvo B7R alvázra készített a székesfehérvári Alfa-Busz Kft.
Az autóbuszból a Balaton Volánnál és a Weekendbus-nál található.